# Wohnterrasse

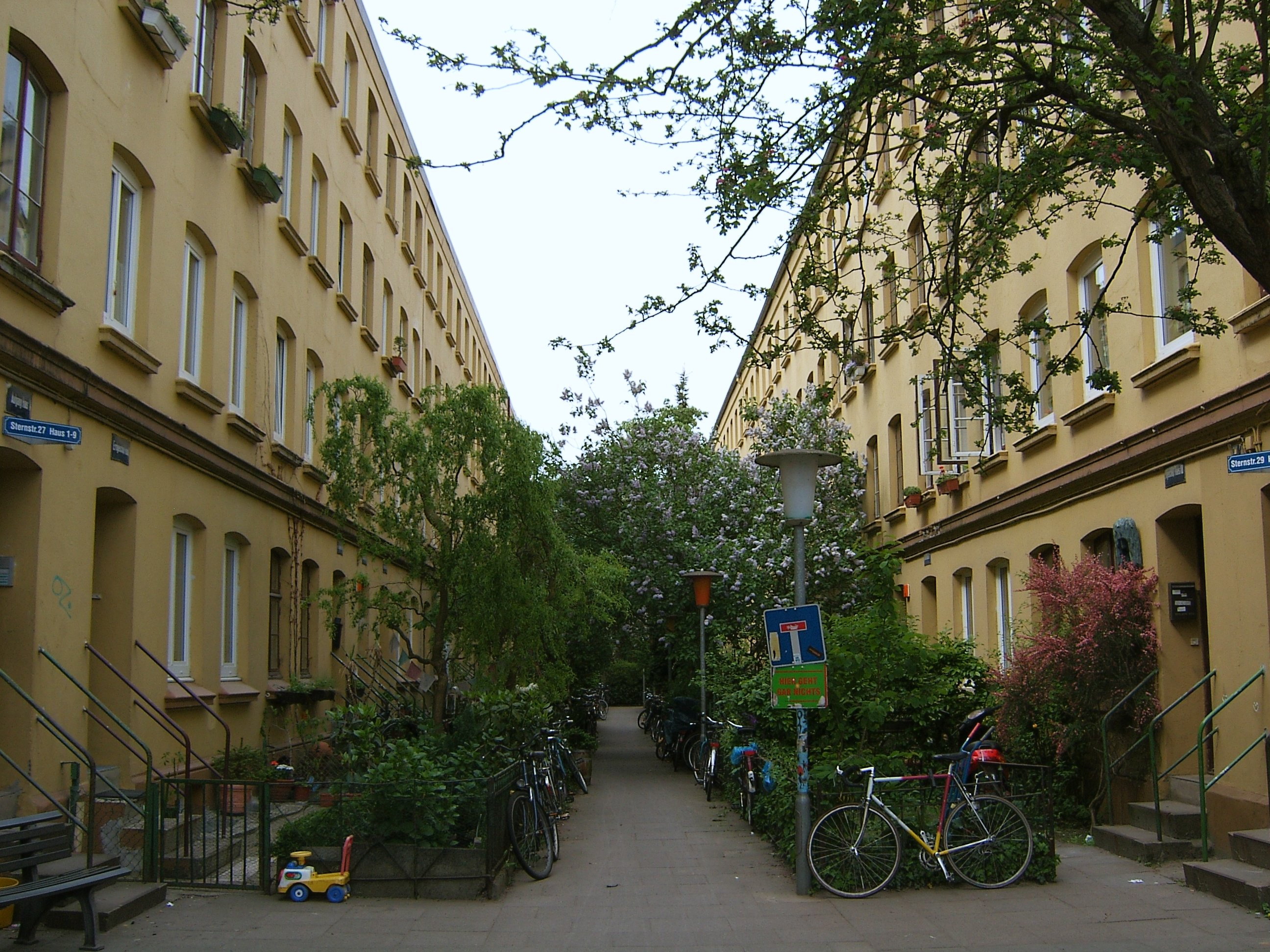
Zollischeck-Terrasse, Sternstraße, Sahlhausbauweise

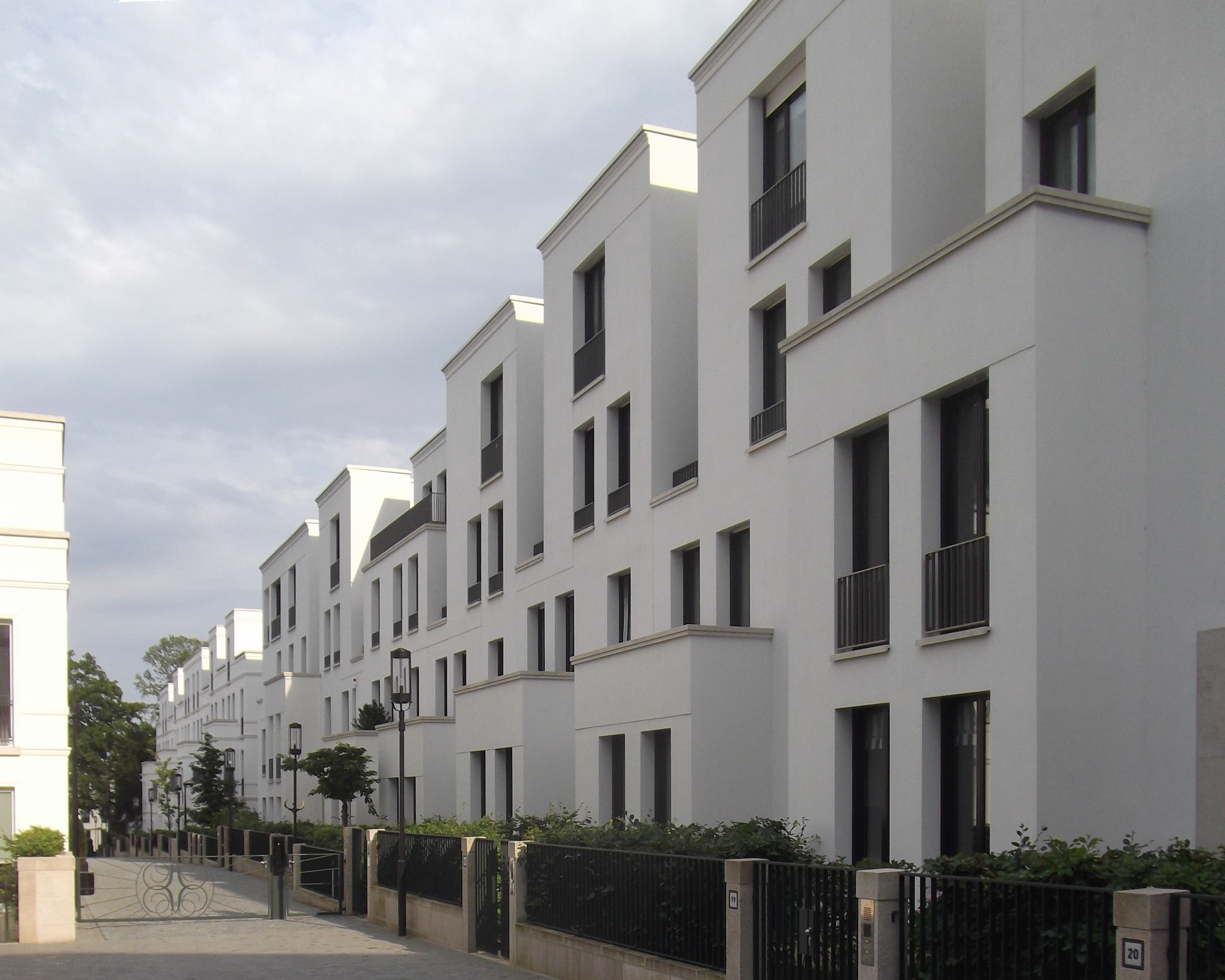
Moderne Terrassenbebauung im Stadtteil Rotherbaum

Als Terrasse, Terrassenhaus oder Wohnterrasse wird in Hamburg die innere Bebauung eines städtischen Häuserblocks genannt. Es handelt sich dabei in der Regel um zeilenförmig angeordnete, mehrgeschossige Mietshäuser, die hinter einem Vorderhaus quer zur Straßenachse stehen und über einen Durchgang und meist nicht befahrbaren Wohnweg erschlossen werden. Durchzieht die Häuserzeile einen ganzen Block und hat an der gegenüberliegenden Straße einen weiteren Zugang, wird sie in der Regel Passage genannt. Terrassen und Passagen sind ab Mitte des 19. bis zum Beginn des 20. Jahrhunderts in den stadt- und hafennahen Erweiterungsgebieten entstanden und gehen auf die Tradition der für Hamburg in dieser Zeit typischen innerstädtischen Bebauung der Gängeviertel zurück. In ihrer Baugeschichte weisen sie die Entwicklungsstufen städtebaulicher Reformansätze auf, gelten als Nachbild der traditionellen Arbeiterquartiere und zugleich als Vorläufer der nach dem Ersten Weltkrieg entstandenen Sozialsiedlungen der Schumacher-Ära.

## Begriff
Der Begriff Terrasse wurde im 19. Jahrhundert von den englischen terraced houses (Reihenhäuser) übertragen und bezeichnete ursprünglich von öffentlichen Straßen abzweigende Privatstraßen mit Kleinwohnungsanlagen. Er fand 1865 Eingang in das Hamburgische Baupolizeigesetz und in den 1870er Jahren in die offiziellen Hamburger Adressbücher. Er wird als Euphemismus oder auch Spekulationslüge angesehen, da er „einer Sache von geringem Ansehen einen, wenn auch unpassenden, so doch wohlklingenden Namen“ gibt. Er lässt sich nicht deutlich abgrenzen und wird umgangssprachlich für diverse Formen der Hinterhofbebauung verwendet. In den Adressbüchern der 1920er Jahre wurde hingegen eine sehr genaue Unterscheidung vorgenommen, Terrassen im engeren Sinne sind demnach ausschließlich die quer zur Straße liegenden Häuserreihen. Hinterhäuser waren zumeist gewerblich genutzte Gebäude parallel zur Randbebauung, Wohnhöfe unterlagen einer Mischnutzung und waren unregelmäßig angelegt, Kleinbauten mit innerhöfischen Gartenflächen wurden als Gartenhäuser bezeichnet.

## Baugeschichte

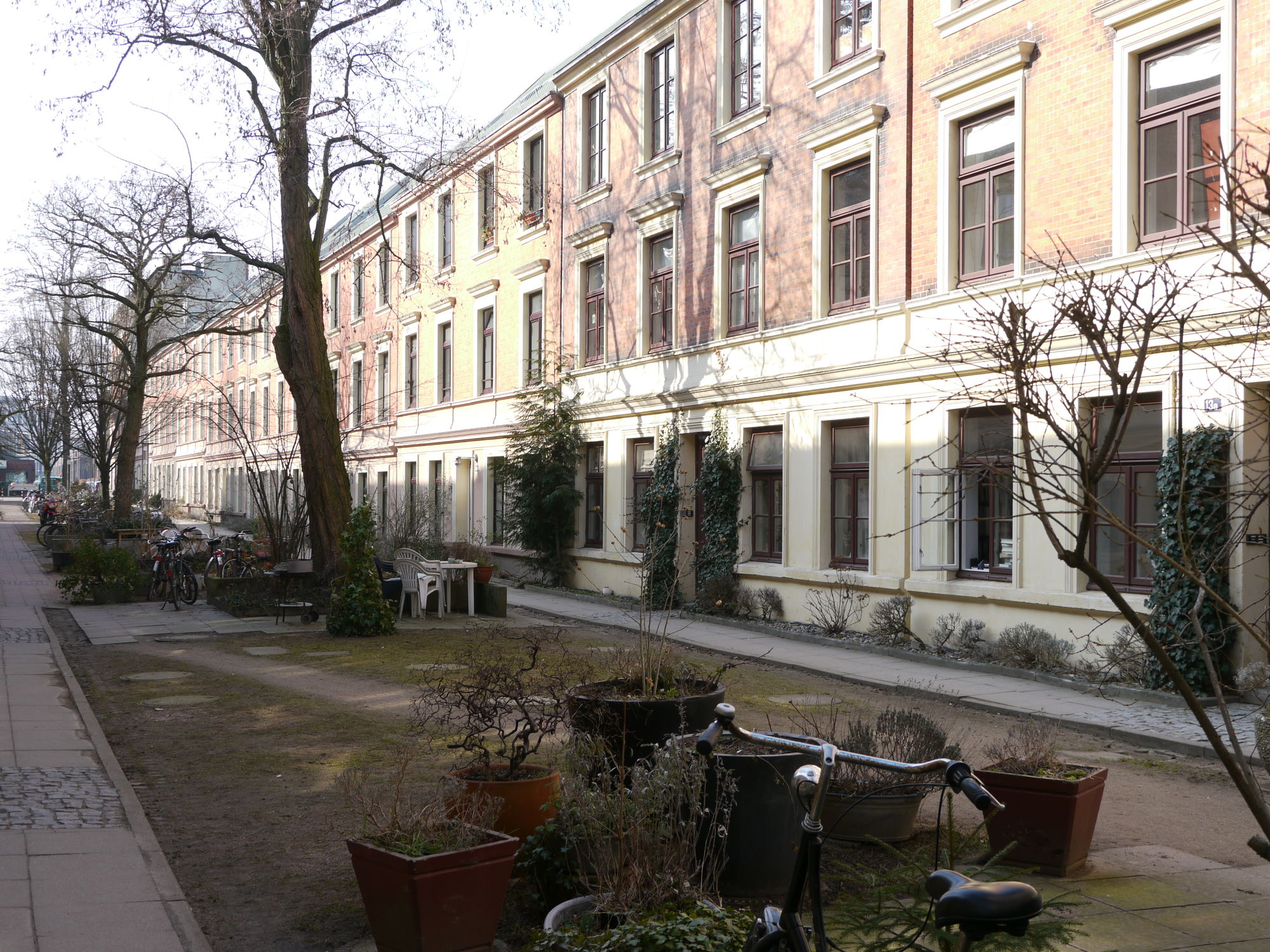
Falkenried-Terrassen in Hoheluft-Ost

Die ersten Terrassen wurden ab 1845 in dem damals städtebaulich neu erschlossenen Klostergebieten des heutigen Schanzenviertels errichtet. Nach Aufhebung der Torsperre 1860 entstanden mit dem Massenwohnungsbau eine Vielzahl dieser Hinterhofzeilen in den Stadterweiterungsgebieten, die die heutigen Stadtteile St. Pauli, Sternschanze, St. Georg, Borgfelde und Rothenburgsort ausmachen. Ihre bauliche Ausrichtung bestimmte sich nach dem Hamburgischen Baupolizeigesetz von 1865.

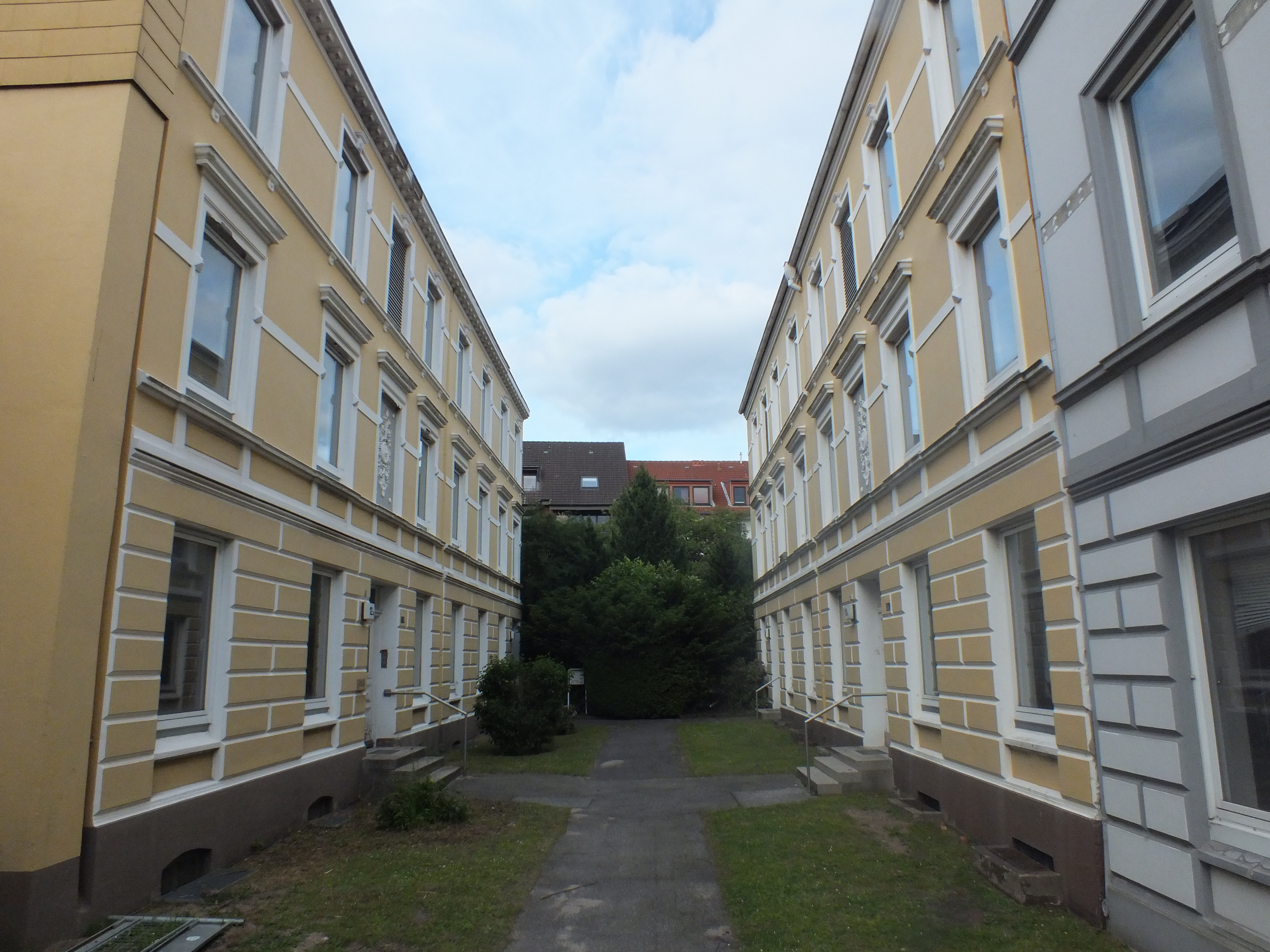
Terrassenhäuser in der Josephstraße in Wandsbek vor dem Umbau (2015)

Eine nächste Baustufe wird für die Zeit ab 1880 bis zum Anfang des 20. Jahrhunderts in dem Ring gesehen, der sich mit den Stadtteilen Rotherbaum, Eimsbüttel, Eppendorf, Winterhude, Barmbek, Uhlenhorst, Eilbek und Hammerbrook um die innere Stadt zieht. Auch in den Gebieten der bis 1937 selbständigen Stadt Altona entstanden am Ende des 19. Jahrhunderts zahlreiche Hofbebauungen mit Terrassen, doch zeichnen sich diese durch ihre verschiedenartige Struktur aus. In den ebenfalls vormals nicht hamburgischen Gebieten von Wandsbek, Wilhelmsburg und Harburg blieben Terrassen Ausnahmen in der Bebauung.
Die ersten Terrassenbauten waren aufgrund der intensiven Ausnutzung städtischen Baulands eng und galten als licht-, luft- und sonnenunzugänglich. Sie wurden ohne hygienische Mindeststandards errichtet, Wasserstellen und Aborte befanden sich außerhalb der Häuser im Hof. Einen ersten Fortschritt brachten die Etagentoiletten, das waren stockwerkweise am Treppenabsatz angelegte Sanitärräume, bis schließlich Wasseranschlüsse in die Wohnungen gelegt wurden. Durch Grundrissveränderungen konnten Treppenhäuser mit Fenstern versehen werden, die neben dem Lichteinfall Lüftungsmöglichkeiten boten. Mit baurechtlichen Mindestabstandsgeboten wurde versucht, die Bebauungsdichte einzuschränken.
Während der Bombenangriffe des Zweiten Weltkriegs wurden viele der Terrassen zerstört, weitere in der Nachkriegszeit abgerissen und durch Neubebauung ersetzt. In den 1980er Jahren fanden umfangreich Untersuchungen des Bestandes statt, knapp 400 Terrassen waren bis dato erhalten. Die Hamburger Baubehörde stufte den größten Teil als erhaltenswürdig ein, viele von ihnen wurden unter Denkmalschutz gestellt und saniert. Die Anhebung der Wohnstandards, aber auch zunehmender städtischer Verkehr und wachsende Lärmbelastung, denen man in den Hinterhöfen entgeht, haben zu einer steigenden Beliebtheit der Terrassen geführt.

## Besonderheiten

### Budenreihen

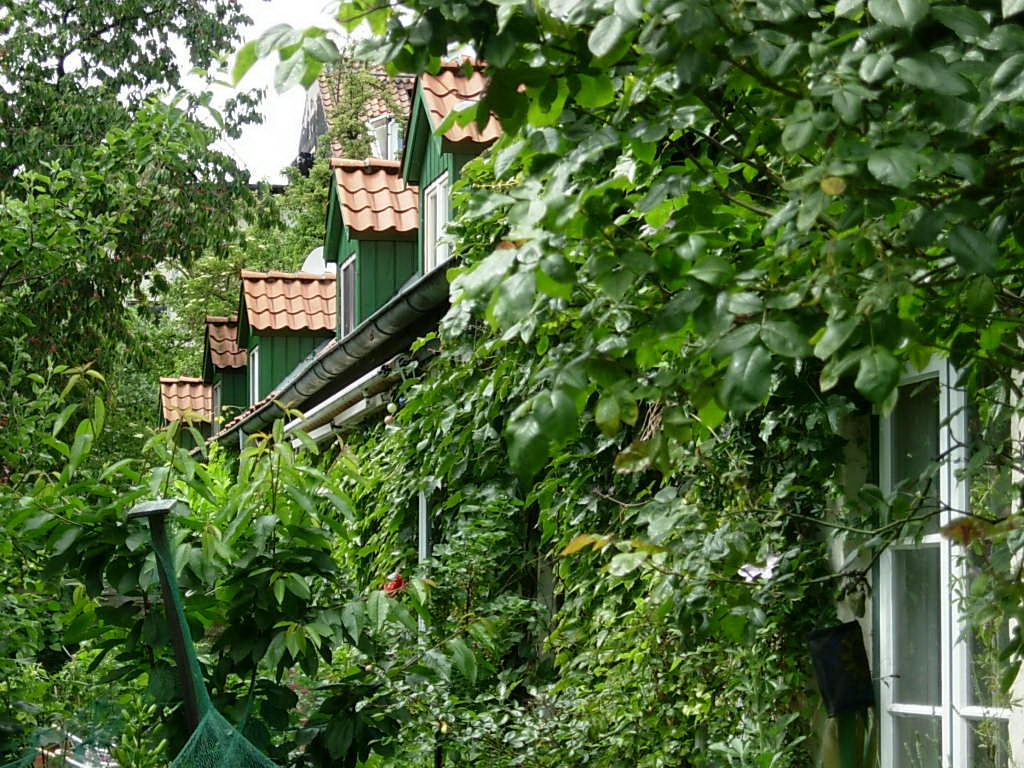
Budenreihe in der Großen Freiheit

Buden sind eingeschossige Hinterhäuser und gelten als Relikte aus der vorindustriellen Zeit, die in den Stadterweiterungsgebieten nur noch selten zur Ausführung kamen. Im heutigen Stadtbild erhalten ist eine Budenreihe mit 16 Häusern in der Marktstraße 7 des Karolinenviertels, St. Pauli, die nach dem Großen Brand von 1842 als Notunterkünfte für Obdachlose erbaut wurden. Ehemals in Altona gelegen war der Holsteinische Hof aus dem Jahr 1850 in der Großen Freiheit 84, heute St. Pauli, dessen Südterrasse noch besteht. Weitere erhaltene Budenreihen sind die Bleicherhäuser in der Ulmenstraße 33/35 in Winterhude, erbaut 1866, und die Moorwood'schen Arbeiterhäuser von 1890 am Küsterkamp 24–27 in Wandsbek. Der Name Bude wurde auch auf die unteren Wohnungen der Sahlhäuser übertragen.

### Sahlhäuser

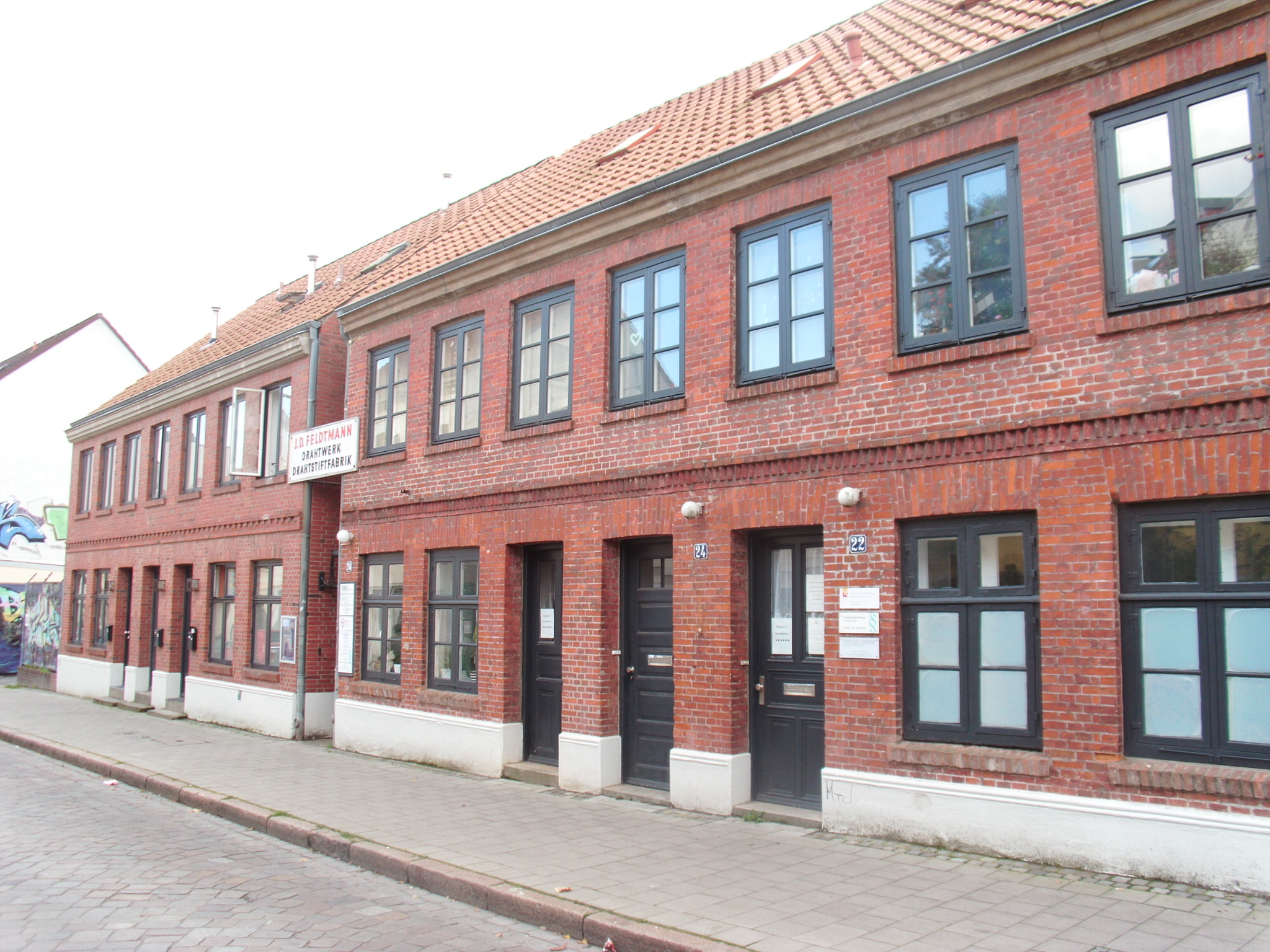
Sahlhäuser in Hamburg-Ottensen, Zeißstraße 22–34

Sahlhäuser sind mehrgeschossige Wohnhäuser, deren obere Stockwerke, Sähle oder Sahlwohnungen genannt, durch eine eigene Treppe erreichbar sind. Auffälliges Element ist die dadurch entstehende Dreitürengruppe, bei der hinter der mittleren die Sahltreppe liegt und unmittelbar rechts und links davon die Türen für die separaten Erdgeschosswohnungen oder Buden. Sahlhäuser gehen ebenfalls auf die vorindustrielle Zeit zurück, waren bereits Elemente der Gängeviertel und sind durch die Aufstockung von Kleinhäusern und Buden entstanden. Im Massenwohnungsbau wurden sie Mitte bis Ende des 19. Jahrhunderts vor allem in St. Pauli und Altona errichtet, auch als straßenständige Gebäude, doch findet sich diese Bauweise insbesondere in den Terrassen wieder. Erhaltene Sahlhäuser der Hinterhofbebauung sind zum Beispiel die Zollischeck-Terrasse in der Sternstraße 29 in der Sternschanze oder die Häuserreihe in der Wohlersallee 6–10 in Altona.

### Alster- und Elbterrassen
Eine Sonderform der Terrassenbauten bilden die im letzten Drittel des 19. Jahrhunderts entstandenen alster- und elbnahen Wohnanlagen in Rotherbaum / Harvestehude und in Ottensen. Hierbei handelt es sich um eine hinter den Landhäusern und Villen der Hamburger Kaufleute gelegene Reihenbebauung, teilweise als sogenannte Reihenvillen, an ehemaligen Privatstraßen. Sie wurden von einem „breiten bürgerlichen Publikum“ bewohnt und auch als „Oberschicht des Hamburger Terrassen-Bestandes“ bezeichnet. Ihre Namen wurden bei der Übernahme der Privatwege als öffentliche Straßen, unabhängig von der erhaltenen Bebauung, zur offiziellen Bezeichnung, so zum Beispiel die Alsterterrasse und die Sophienterrasse an der Alster sowie die Rainvilleterrasse und die Klopstockterrasse an der Elbe.